# 漏刻博士
漏刻博士（ろうこくはかせ）は、日本律令制において陰陽寮に置かれた博士。和訓は「ときつかさ」。唐名は司辰・契壷司。定員2名で時には権官が置かれた。従七位下相当であるが、五位・六位が任じられた例もある（『職源鈔』）。
仕丁から選抜された守辰丁（20名）を率いて漏刻を警備するとともに、時刻を計り、定時に守辰丁に命じて陰陽寮内に設置された鐘を打たせた。天皇の行幸の際には漏刻博士1名と守辰丁12名が漏刻とともに随従する義務があった。
なお、唐にも漏刻博士の官職は存在したが、唐では漏刻の実務は挈壺正・司辰・漏刻典事が行って漏刻博士は漏刻生を教育することが職掌とされていた。これに対して、日本では挈壺正・司辰・漏刻典事が設けられずに漏刻博士がその職掌を行い、反対に漏刻生の制度も設けられなかったために漏刻博士に教育の職掌が無かった（これは実務を行いながら、学生の教育も行った天文博士、暦博士と異なる）。
もっとも、漏刻の技術は比較的早くに途絶えたとされ、院政期には賀茂朝臣氏・安倍氏の一員やその推挙する門人のための官職となる。菅野季親・季長は漏刻ではなく、年筮の達人として漏刻博士となったとされる。なお、大宰府・陸奥国（後に出羽国を追加）にも漏刻は設置されたが、博士は置かれずに守辰丁が管理していたとされている。
なお、朝鮮でも『三国史記』には新羅が漏刻博士を置いたことが記されている。